# Heike Hennig
Heike Hennig (* 8. November 1966 in Leipzig) ist eine deutsche Regisseurin, Choreografin und Gastprofessorin an der Universität Leipzig.

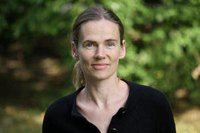
Heike Hennig (2008)

## Leben und Wirken
Hennig erlebte als Kind ihre ersten Bühnenauftritte in Leipzig. Sie studierte modernen Tanz/Choreografie und Body-Mind-Centering in Köln und Performing Arts am Moving On Center – School for Participatory Arts and Research im kalifornischen Oakland, als Auslandsstipendiatin der Carl Duisberg Gesellschaft. Es folgten mehrmonatige Arbeitsaufenthalte in Theatergruppen in Brasilien und Portugal.
1995 kehrte Hennig nach Leipzig zurück, wo sie ab 1998 als freischaffende Choreografin und Tänzerin tätig war. Zunächst arbeitete sie mit dem Komponisten Bernd Franke im Ensemble Solo Xfach und unterrichtete an der Palucca Schule Dresden, der Universität Leipzig und der Hochschule für Grafik und Buchkunst. In interdisziplinären Seminaren mit Anatomie, Malerei und Choreografie vermittelt Hennig körper- und bewegungsorientierte Lehrinhalte.
Gemeinsam mit Friedrich U. Minkus gründete Hennig 2000 das FZTM – Forum Zeitgenössischer Tanz und Musik und ihr Ensemble Heike Hennig & Co in Leipzig als deren künstlerische Leiterin und entwickelte so mehr als 15 Bühnenstücke und 30 interdisziplinäre Kunstprojekte an verschiedenen Bühnen und Institutionen. Zu ihrem Stab gehören über 50 Künstler verschiedener Genres vom Architekten bis zum Videokünstler.
In Zusammenarbeit mit dem LOFFT und der Internationalen Tanzwoche Dresden entstand 2001/2002 die Trilogie Fremde. 2003 entstand im Auftrag der euro-scene Leipzig das Tanzstück „Soshamma“ an der Schaubühne Lindenfels und im LOFFT das Tanzstück „Still“ in Zusammenarbeit mit dem Installations- und Videokünstler Till Exit. 2004 erarbeitete Hennig das Tanzstück „Estha“, welches erstmals auf internationalen Festivals außerhalb des Freistaates Sachsens zu sehen war. 2004 entstand im Auftrag der Jüdischen Kulturtage Berlin das Tanzstück „Mendel“ und 2005 die Tanzperformance „Harzer Roller“ im Rahmen von Heimat Moderne, ein Initiativprojekt der Kulturstiftung des Bundes. 2006 erarbeitete Hennig das Tanzstück „Begegnungen mit Bach“ für die Thüringer Bachwochen am Deutschen Nationaltheater Weimar in Zusammenarbeit mit dem Komponisten Steffen Schleiermacher.
Ab 2005 entstand an der Oper Leipzig das Tanzstück Zeit – tanzen seit 1927, welches 2007 von dem neuseeländischen Regisseur Trevor Peters in dem Dokumentarfilm Tanz mit der Zeit durch Ma.Ja.De Filmproduktion Leipzig in Koproduktion mit ZDF in Zusammenarbeit mit Arte verfilmt wurde und 2008 durch die Ventura-Film in die deutschen Kinos gebracht wurde. Hennig lässt die ehemaligen Mitglieder der Oper Leipzig Ursula Cain, Christa Franze, Siegfried Prölß und Horst Dittmann, welche damals auf die 80 Jahre zugingen ihre Tanz- und Lebensgeschichte von Mary Wigman, Dore Hoyer, Tatjana Gsovsky bis Gret Palucca erzählen. Während der Dreharbeiten entstand das Tanzstück Zeitsprünge, in dem die Protagonisten auf ihre jungen Kollegen von Heike Hennig & Co und DJ cfm treffen. In dem Tanzstück geht es um die Begegnung und Auseinandersetzung der Generationen, welche sich auch in den verschiedenen Tanzstilen vom Ausdruckstanz über Streetdance und Contact Improvisation bis zum klassischen Ballett lesen lassen. Seit der Uraufführung wurden Zeit – tanzen seit 1927 und die Fortsetzung ZeitSprünge über 30 mal in Leipzig und auf internationalen Festivals aufgeführt.
Im Frühjahr 2008 erschien im Plöttner Verlag Leipzig das gleichnamige Buch zum Film „Tanz mit der Zeit“ von der Autorin Marion Appelt und einem Vorwort von Renate Schmidt. Die Protagonisten erzählen aus ihrem Leben und den gemeinsamen Weg mit Hennig. Es enthält zahlreiche und Proben- und Szenenfotos sowie Archivbilder des Protagonisten und Tanzfotografen Siegfried Prölß.
Für die Spielzeit 2007/8 entwickelte und kuratierte Hennig die genreübergreifende Reihe oper unplugged mit Musik Tanz Theater Neue Medien im Kellertheater der Oper Leipzig. In den ersten vier Ausgaben des Zyklus Subkultur trifft Hochkultur trafen Künstler wie der Countertenor und Stimmkünstler Alex Nowitz, der Percussionisten Günter Sommer, der Kontrabassist Tobias Lampelzammer, die Sopranistin Marie Schuppan, die Tänzerin Friederike Plafki und viele andere aufeinander. Hier führte Hennig eine offene Regie mit wenigen Regieanweisungen, welche den bühnenaktiven Künstlern einen großen Freiraum zur Improvisation und künstlerischen Interaktion gab. Der Meisterschüler Hagen Wiel transportierte mit seinen Videos oper unplugged aus der alten Welt der Oper in die neue Welt des Internets.
Am neuen theater Halle entwickelte Hennig mit dem niederländischen Theaterregisseur Paul Binnerts und Jochen Kiefer die Bewegungsspur in dem Theaterstück Der Mann, der… (Brook, Estienne, Sachs) für das Repertoire. In der Opernproduktion Alcina für die Händel-Festspiele Halle 2008 führte Hennigs Choreographie und Regie zu einem der Höhepunkte.
In der Spielzeit 2008/09 begann die Zusammenarbeit mit dem Barockensemble Lautten Compagney Berlin, welche in der Tanzoper Rituale an der Oper Leipzig und in der Inszenierung Timeless im Neuen Museum der Museumsinsel Berlin dem europäischen Musiktheater neue Dimensionen eröffnet. Zur Wiedereröffnung des Neuen Museums im März 2009 entwickelten Hennig und Wolfgang Katschner mit Timeless eine Kunstform der kulturellen darstellenden Hybridität, die genreübergreifend Architektur, Tanz und Musik bis hin zur Interaktivität verflicht. Die Tänzer und Musiker trafen inmitten der Architektur, der Strukturen und Skulpturen auf die umherwandelnden Rezeptionisten. David Chipperfield selbst lässt modernste und traditionelle Architektur verschmelzen: authentische Räume mit hohen Säulen, runde kunstvolle Räume mit Bogengewölbe und moderne Treppen nebst Glaskonstruktionen. Die Inszenierung aus Musik, Tanz und Architektur gab metaphorisch die hybride Konstituierung des Neuen Museums als Gebäude und auch dessen künstlerischen pluralen Diskurs mit der Außenwelt durch diese genrereiche Eröffnungsfeier wieder.
Neben ihrer Bühnen- und Lehrtätigkeit hat Hennig 2006 engagiert sich in soziokulturellen Projekten. In Jurys und künstlerischen Beiräten z. B. der euro-scene Leipzig, Kulturstiftung des Freistaates Sachsen und in der Kulturstiftung Dresden der Dresdner Bank setzte sich Hennig für die Förderung zeitgenössischer Darstellender Kunst und Musik ein.
Mit dem Programm-Handbuch der Tanzplattform Deutschland 2008 wurde Hennig in die 50 Porträts der deutschen Tanzlandschaft aufgenommen. Sie ist durch ihre innovative Arbeit und ausgeprägte künstlerische Positionen hervorgetreten und wird über die Landesgrenzen hinaus als „herausragende Vertreterin des zeitgenössischen Tanzes“ wahrgenommen. 2009 reiste Hennig auf Einladung der University of British Columbia als „Visiting Speaker“ zu einer 3-wöchigen Vortragsreise durch Kanada. Seit 2010 unterrichtet sie regelmäßig an der Zürcher Hochschule der Künste. Zum Wintersemester 2013 wurde Hennig als künstlerische Gastprofessorin am Institut für Theaterwissenschaften der Universität Leipzig berufen.
Von 2012 bis 2017 choreographierte und führte sie Regie in einer Reihe von Theaterinszenierungen an festen Häusern, u. a. Schauspielhaus Leipzig, Theater der Jungen Welt und Oper Leipzig. Für ihr Stück „Crystal“ nahm sie 2015 den Theaterpreis des Bundes entgegen. Zudem wurde die Produktion 2016 mit dem „Preis des sächsischen Theatertreffens“ ausgezeichnet. Gleichzeitig entstanden weitere side specific Produktionen wie z. B. die ganzjährige Inszenierung des Auwaldes Leipzig in Wald (2015), Opthophobie (2015) in der Galerie für Zeitgenössische Kunst Leipzig, Sein letzter Tag, Max Reger (2016), Krich (2017), The Read Thread (2017) und die Choreographie in dem Dokumentarfilm von Susanne Kim Trockenschwimmen (Kinostart 2017).
Im Rahmen der Europäischen Kulturhauptstadt 2019 Matera entwickelte sie zusammen mit dem Schriftsteller Alessandro Baricco, dem Maler Stefano Favarelli, dem Bühnenbildner Paolo Baroni und dem Filmemacher Luca Acito den „Atlas der Emotionen“, ein Kunstprojekt des Teatro dei Sassi mit. Mit über 300 Mitwirkenden entwickelte sie eine interaktive Performance und eine emotionale Landkarte der Stadt in Form eines Films, der ganzjährig in Matera gezeigt wird. Auf Einladung der Italienischen Botschaft Berlin stellte sie das Projekt dem Staatspräsidenten Italiens Sergio Mattarella und dem Bundespräsidenten Frank-Walter Steinmeier in einer Kulturveranstaltung im Rahmen des Europäischen Kulturerbejahres im Haus der Kulturen der Welt Berlin vor. 2019 entstand im Rahmen von CLARA19 ein Wandelkonzert für Clara Schumann durch Abtnaundorf.
2020 wurde Heike Hennig zur Gastprofessorin am Deutschen Literaturinstitut bestellt.
Sie ist die Urenkelin der Leipziger Frauenrechtlerin Auguste Hennig.

## Auszeichnungen
- Bewegungskunstpreis 2009
- Visiting Speaker University of British Columbia 2009
- Visiting Speaker der Zürcher Hochschule der Künste ab 2010
- Gastprofessor der Universität Leipzig (WS 2013)
- Stück des Monats (durch das Bundesministerium für Gesundheit) 2014
- Theaterpreis des Bundes 2015
- Preis des Sächsischen Theatertreffens 2016

## Werke
- 2002: Uraufführung: „Fremde“ im LOFFT, Leipzig. (Dritter Teil der Trilogie)
- 2002: Uraufführung: „Soshamma“ zur euro-scene Leipzig in der Schaubühne Lindenfels Leipzig
- 2003: Uraufführung: „Sosha“ zu Westend unfinished im LOFFT, Leipzig
- 2003: Uraufführung: „still.“ im LOFFT, Leipzig
- 2004: Uraufführung: „Estha“ zur Internationalen Tanzwoche Dresden
- 2004: Uraufführung: „Mendel“ zu den Jüdischen Kulturtagen Berlin
- 2005: Uraufführung: „Harzer Roller“ im Rahmen von Heimat Moderne, in der Villa Sieskind, Leipzig
- 2006: Uraufführung: „Zeit – tanzen seit 1927“ Oper Leipzig verfilmt von Trevor Peters als Tanz mit der Zeit durch ma.ja.de Filmproduktion in Koproduktion mit ZDF und ARTE
- 2006: Uraufführung: „Begegnungen mit Bach“ zu den Thüringer Bachwochen, im Deutschen Nationaltheater Weimar
- 2006: Uraufführung: „ZwieLicht“ zum Tanzherbst in der Kleinen Szene Dresden
- 2007: Uraufführung: „ZeitSprünge“ Oper Leipzig
- 2007: Uraufführung: „Oper unplugged“ No 1-4 des Zyklus „Subkultur trifft Hochkultur“, Oper Leipzig
- 2007: Deutschsprachige Erstaufführung: „Der Mann, der…“ neues theater Halle
- 2008: Operninszenierung: „Alcina“ für die Händel-Festspiele Halle
- 2008: Uraufführung: „Solo xfach – in Distanz und Annäherung“ aus dem Zyklus „Half-way house für Joseph Beuys“ von Bernd Franke im Grassimuseum, Leipzig
- 2008: Theaterinszenierung: „Peter Pan“ Neufassung von Sven Grunert für das Tollwood-Winterfestival, München
- 2009: Uraufführung: „Rituale eine Tanzoper für Georg Friedrich Händel“ Oper Leipzig unplugged
- 2009: Uraufführung: „Timeless im Wandel der Zeit“, Musik von Tarquinio Merula und Philip Glass, Neues Museum auf der Museumsinsel, Berlin
- 2010: Uraufführung: „Maria XXX“ ein Tanzoratorium für die Händel-Festspiele Halle im Neuen Theater Halle
- 2011: Uraufführung: „Wagner Aufstellen“ eine systemische Inszenierung des Dreiecksverhältnisses von Richard Wagner, Mathilde Wesendonck und Otto Wesendonck für die Wagner-Festtage Leipzig
- 2011: Uraufführung: „Turn! von der Turnschau zum Flashmob“ eine Massenchoreographie in der Red Bull Arena Leipzig
- 2011: Uraufführung: „Das Schicksal der Johanna“ eine szenische Inszenierung der unglücklichen Liebe der Johanna Nathalie Schulz geb. Seyfferth im Johannapark Leipzig
- 2012: Operninszenierung: „Das schlaue Füchslein“ von Leoš Janáček im Regieteam unter Leitung von Lotte de Beer an der Oper Leipzig
- 2012: Uraufführung: „Unglücklicher, warum jubelst du?“ im Regieteam unter Leitung von Kristof Spiewok an der Oper Leipzig
- 2012: Uraufführung: „Gesamtgewicht“ ein Theaterstück am Theater der Jungen Welt Leipzig
- 2012: Theaterinszenierung: „Human Being Parzival“ von Bernhard Studlar frei nach Eschenbach und Wagner im Regieteam unter Leitung von Jürgen Zielinski am Theater der Jungen Welt Leipzig
- 2012: Theaterinszenierung: „Preparadise sorry now“ von Rainer Werner Fassbinder im Regieteam unter Leitung von Wolfgang Maria Bauer am Schauspiel Leipzig
- 2012: Theaterinszenierung: „Die Geschichte vom Onkelchen“ von Tomas von Brömssen und Lars-Eric Brossner nach Barbro Lindgren am Theater der Jungen Welt Leipzig
- 2014: Uraufführung: „Crystal“ von Heike Hennig in Leverkusen als Koproduktion vom Theater der Jungen Welt Leipzig mit Bayer Kultur
- 2014: Uraufführung: Inszenierung für 12 Tänzer von Heike Hennig im Auftrag der Sächsischen Staatskanzlei zum Tag der Deutschen Einheit in Hannover
- 2015: Theaterinszenierung „Transit“ von Anna Seghers in der Bearbeitung von Paul Binnerts, Frankfurt am Main
- 2015: Wald, ganzjährige Inszenierung des Auwaldes Leipzig
- 2016 Optophobia, Galerie für Zeitgenössische Kunst Leipzig
- 2017: Uraufführung: „Bräute“ ein Theaterstück von Heike Hennig im Theater der Jungen Welt Leipzig
- 2017: Untentwegt Unterwegs
- 2018: Auftauchen.Untergehen – Interventionen am Zürich See, Zürcher Hochschule der Künste
- 2019: Uraufführung: „Atlas der Emotionen“ im Auftrag von „Teatro dei Sassi Matera“ in Koproduktion mit der Matera Basilicata Foundation 2019 im Rahmen der Europäischen Kulturhauptstadt